# Allondans
Allondans é uma comuna francesa na região administrativa de Borgonha-Franco-Condado, no departamento de Doubs. Estende-se por uma área de 5,14 km². Em 2010 a comuna tinha 261 habitantes (densidade: 50,8 hab./km²).